# Ровиго
Ровиго (итал. Rovigo) град је у североисточној Италији. Град је средиште истоименог округа Ровиго у оквиру италијанске покрајине Венето.

## Порекло имена
Цитирано по први пут 838. као Родиго и после као Руди и Руиго, име места изгледа да је повезано са личним германским именом Хродико.
Према научницима из прошлости, оно у ствари је настало из грчког рходон "ружа", које га повезује са легендом где је Полезине био колонизован од групе Акеја под водством Диомеда. Традиција је зарадила Ровигу назив "Град руже".

## Географија
Општина Ровиго се простире између Адиђа на северу и Каналбијанко на југу, са изузетком фракције Фенил Турко, која је налази између Каналбијанка и скола Зука; налази се око 41 км од обале Јадранског мора.
Територија је изузетно равна и надморска висина варира између 5 и 8 m. Преко исте прелази Адиђето и велики број вештачких канала који се користе за хидрауличку колтивацију и наводњавање. Измђу ових Чесероло, Резинела, Валдентро, Адиђето, Каналбијанко, Понтекоји, Зука, предтављају, у неколико црта, границе општине.
Земљиште је веома плодно и посебно погодна за узгој кукуруза и квалитетних хортикултурних производа.
На Каналбијанку се отвара Интерпорто Ровиго, који је постао оперативан 1998.
Општина Ровиго граничи се: на северу са општинама Барбона, Вескована, Боара Пизани и Ангуилара Венета; на запад са општинама Сан Мартино Венеце, Виладозе и Церењано; на југ са општинама Креспино, Понтекино Полезине и Босаро; на истоку са општинама Арква Полезине, Коста ди Ровиго, Виланова дел Геба и Луиза.

### Клима
Општина Ровиго се налази у климатској зони "Е" ( између 2101 и 3000 ) и у сеизмичком подручју "4" (веома мала сеизмичка активност).

## Историја
Врло мало историјских предмета који су дошли до нас из антике, али су сигурне појаве у подручју древних Венета, касније и Римљана.
Први историјски документ сигурно поуздан о граду јесте онај из 24. априла 838, где је Ровиго описан на латинском villa que nuncupatur rodigo, тј. "село [рурално] звано Родиго". Бискуп Адрије Паоло Катанео изградио је 920 утврђење у овом селу како би привремено пребацио пребивалиште бискупа ван мађарских рација. Ово прво утврђење је завршено у 954.
Естенси су били присутни у Ровигу већ 1117. године вероватно су они промовисали ширење утврђења дванаестог века, када је град Ровиго већ прешсао са обе стране Адиђета, који је у то време био права река. Маскио? замка , познат као кула Дона, висине 66 m, један је од највиших италијанских средњовековних торњева, готово сигурно је то била највиша кула у циглама у њено време. Доминацију над Ровиго постала је званична од стране светог римског цара Хенрика VI, 1194. године, који је поставио грофа Аза VI, Ровиго је остао скоро три века под влашћу исте.

## Становништво
Према резултатима пописа становништва 2011. у општини је живело 50.164 становника.
| 1931.  | 1936.  | 1951.  | 1961.  | 1971.  | 1981.  | 1991.  | 2001.  | 2011.  |
| ------ | ------ | ------ | ------ | ------ | ------ | ------ | ------ | ------ |
| 36.824 | 39.954 | 45.862 | 45.649 | 49.848 | 52.218 | 52.472 | 50.289 | 50.164 |

Ровиго данас има преко 50.000 становника, махом Италијана. Током протеклих деценија у град се доселило много досељеника из иностранства, највише са Балкана.

### Странци
Дана 31. децембра 2015 странаца који живе у општини су 5153, тј. 9,94% популације. Следеће су најзначајније групе:
1. Румунија, 925
2. Кина, 721
3. Албанија, 632
4. Нигерија, 555
5. Мароко, 547
6. Молдавија, 472
7. Украјина, 374
8. Тунис, 91
9. Пољска, 85
10. Косово, 51

## Споменици и знаменитости

### Религиозне архитектуре
Верски објекти у подручју општине су типично богомоља Католичке хришћанске религије са неким изузецима, али они направљен за ту сврху и датум уназад постоје у старијим зградама, дванаести век, иако интензивно прерађена и проширена. Религиозна администрација је подељена у области, звани градско и пригратско подручје. У првом су парохије Свети Стефан, Куоре Имаколато ди Марија, Санта Марија Мадре ди Дио, Сан Бартоломео, Сан Пијо, Сант Антонијо, Сан Франциско и Санта Рита, у другој парохији су Боара, Борсеја, Бусо, Конкадираме, Фенил дел Турко, Гранцете, Грињано, Мардимаго, Ровердикре, Сарзано, Сант Аполинаре.

Листа религијозних објеката на градском и општинском подручју. 
- Дуомо ди Санто Стефано
- Црква Сант Антонија из Падове
- Црква Сант Антонијо Абате
- Црква Санта Марија деле Розе
- Црква Светих Фрамческа и Ђустина
- Црква Свети БАртоломео
- Монастеро дељи Оливетани
- Храм Беата Верђине дел Сокорсо
- Црква Санта Марија деи Сабијоне
- Црква Сант Пијо
- Ораторијум Беата Верђине ди Помпеји
- Ораториојум Сантисима Конћецијоне названа Кућа Христова Црква Сан Пијо
- Санктуаријум Мадома Пелегрина назван Кијезе дела Коменда Црква Светих Франческа и Ђустина

### Цивилне архитектуре
- Кућа Розета Ферари
- Зграда Минели
- Хала Веронезе
- Палата Анђели
- Палата Камерини
- Палата Кампанари
- Палата Казалина а Порта Сант Агосто
- Палата Казалини ал Дуомо
- Палата већ Весковиле
- Палата Гобати
- Палата ИНА (XX век)

- Палата Манфреди ал Дуомо
- Палата ОливијаПалата Равела
- Палата Патела-Монталти (XVIII век)
- Палата Равена
- Палата Ронкале
- Палата Роверела
- Палата Салвадего-Згарци
- Палата Силвестри
- Палата ВенецеЗграда Минели
- Вила Транканела
- Палата Поште и Телеграфа (XX век), пројекат Роберта Нардучија
- Психијатријска болница Краљ -

### Војна архитектура
- Замак, првобитно центар медиовакног града. Још увек чува оригиналну структуру имеђу којих спољне зидове и две куле, симбол града:
  - Кула Моца или Кула Гримани
  - Кула Дона, зазидана касније.
- Градске зидине. Иако су зиови скоро тотално нестали на изглед, због деградације времена и због коришћења као грађевински материјал, трагови тога се могу наћи у великом броју стамбених објеката који се налази ту и у још увек видљивом исторјиском центру.
- Врата Сан Бартоло, једна од две које су остале у граду.
- Врата Сант Агостина, друга врата која су остала у граду, у великој мери реновирана

### Друго
- Колумна Сан Марка (1519)
- Споменик Виторију Емануелеу II (1881), израђен од Ђулија Монтеведере
- Споменик Ђузепију Гарибалдију, израђен од Етора Ферарија
- Споменик Доменика Пиве, израђен од Августа Сенавија
- Споменик Цезару Батисти (1917), израђен од Вирђилија Миланија
- Споменик Ђијакому Матеотију (1978), израђен од Августа Мурера

## Партнерски градови
- Тулча[4]
- Фирнхајм
- Бедфорд
- Сатоневри (Партнерски град са Фирнхајмом)

Пријатељски град:
- Силандро, Алто Адиђе

## Галерија
- Градска катедрала
- Палата Конкорди
- Зграда Пинакотеке

## Култура

### Образовање

#### Библиотеке
- Библиотека Академије Конкорди
- Градска библиотека "А. Карлици"

#### Средње школе
- Научна средња школа "Пијетро Палеокапа"
- Класична-језичка средња школа "Челијо-Рокани"
- Комерцијални технички институт "Едмондо Де Амичиз"
- Индустријски технички институт "Феручијо Вијола"
- Технички институ за Геометрију "Амоз Бернини"
- Стручни државни институт за комерицијалне услуге "Марко Поло"
- Стручни државни институт за индустрију и занатство
- Пољопривредни технички институт "О. Мунерати"
- Институт Ђијакомо Леопарди

#### Универзитети
- Конзорцијум Универзитета Ровиго
- Музички конверзаторијум "Франческо Венеца"

#### Музеји
- Академија Конкорди: културални институ Академије Конкорди је годинама куповао велики број сродних уметничких дела и из приватне колекције који обухватају различите уметности, углавно једну колекцију слика међу којима најважнији комад је портрет Антонија Рикобона, израђен отприлике 1734. од Ђијанбатисте Тијеполија. Осим дела који чине галерију слика, Академија се може Поопремљеном библиотеком отвореној публици и серијом археолошких налазишта који нису отворени јавности.
- Музеј великих река

### Медија

#### Штампа
- Ил Гацетино - Издање из Ровига
- Ил Ресто дел Карлино - Издање из Ровига
- Коријере дел Венето - Издање Падова и Ровиго
- Ла воче ди Ровиго
- РовигоОђи.ит - Прве он-лајн дневне новине из Ровига
- Бик - Информативни билтен Општине Ровиго
- Ла Пијаца - Издање из Ровига
- Ла Сетимана - Недељни информативни часопис епархије Адриа-Ровиго

#### Радио
- Делта Радио
- Радио Колбе - Радио епархије Адриа-Ровиго
- Радио Воче дел Дезерто - Радио Евангеличке баптистичке цркве Ровиго

### Телевизија
- Телестенс Филијала из Ровига

### Позориште
- Позориште Сочијале
- Позориште Дон Боско
- Позориште Дуомо
- Позориште Сан Бортоло
- Театро Студио

## Економија
Туристички и путни аспекти су последњих година били одржавани од различитих администрација, у покушају да се поново повеже град са еколошком баштином оптштине а специфично са Парко дел Делта дел По. Тако је угледао сунце, Интерпорт, структура која покушава да искористи транспорт робе и туриста преко реке; "Музеј великих река", угошћен у бившем манастиру оливетана, поред цркве Сан Бартоломео; Кур, тј. Консорцијум Универзитета ит Ровига, који, преко уговорених договора са оближњим универзитетима Подове и Фераре, сада је домаћин неких универзитетских курсева првог и другог степена, међу којима се истиче курс стручне спреме у рачунарском инжењерству испорученом у моду образовања на дистанци.

## Спорт
Ровиго иако је током година достигао велики број циљева што у групни тако и у индивидуалним спортовима, најчешће је повезан са рагбијем, дисциплина у којој се може похвалити спортска традиција на највишим нивојима италијанског првенства, у којем је са Рагби Ровигом освојио дванаест италинаских титула, као и бројне друге националне наслове са омладинским тимовима.
У Бејзболу, Бејзбол и Софтбол Клуб Ровиго веома се добро држи у италијанском шампионату Федералне Серије А са добрим ризултатима: били су у финалу 2011. и 2012. године.
Веома добре резулатате имају и у кошарци, пливању, одбојци, ритмичкој гимнастици, рукомету, клизању и посебно у каратеу, где владају спортисти као: Лука Бранкалеон (Светски Шампион у Катама); Анализа Пенолаци (Бронза у светском такмичењу у тимовима у Катама); Никола Андреоти (трећи у италијанском шампионату и са неколико међународних карате подијумима*); Умберто Бедендо (Светски Куп у Шито Рију у тимовима 1991, четврти на Светском Шампионату у Гоџу Рију 1994, Европски Шампион у Гоџу Рију од 1997. до 1999. и 2003). У спортској године 2005/2006 фудбал Ровиго је после 56 година промовисан у Серије Ц2, а рукомет Тасина БЕМ Ровиго је промовисана у серије А2. Други нацијонални шампионат за полезански градић је био серије Ц1 Баскет Ровига, промовисан из Ц2 у сезони 2007/2008, али сада је нестао након председничких година Данијелија Спрокатија. Што се тиче кошарке, већ доста година постоји у Ровигу Родигијум Баскет, клуб који тренутно се такмичи у женској серије Б и који се може похвалити великим бројем младих мушких и женских кадрова.
Дана 28. маја 2001. девета фаза Ђиро Д'Италија се завшила у Ровигу са победом Марија Ћиполинија.
Ровиго је 2011. инаугурисао први италијански тим који је признат од ГАА (Галик Атлетик Асоцијешон) за један веома стар спорт и популаран у Ирској: галшки фудбал. Баш у Ровигу, на општинском терену Бузо, 27. октобра 2012. Аскаро Ровиго Галик Футбол се сусрео са Падова Галик Футбол у првом мечу овог спорта у Италији
У кикбоксу изврснот представља клуб Ареа Спорт Учитеља Алесандра Милана, такође техничар у италијанској репрезентацији лаког контакта италијанске Кик Бокс Мау Тај Саванте Шут Бокс федерације. Бројне светске, европске и националне титуле је освојио овај клуб. Последњи, по хронолошком гледишту су: Франческа Баризон (италијанска шампионка у сенијорском лаком контакту 2017. године), Ђулија Реали (италијански шампион у кадетском лаком контакту 2017. године) и Лоренцо Цорзини (италијански шампион у кадетском лаком контакту и бронзана на европском такмичењу 2017. године).

### Спортски објекти
- Стадион Маријо Батаљини, рагби
- Стадион Франческо Габријели, фудбал
- Хала спортова, кошарка, одбојка
- Хала Рожа, ролери
- Плибачки Центар Ровиго, пливање. Садржи већ постојани базен "Луизанђела Този"
- Спортски Комплекс "Тулијо Бискула", атлетика
- Стадион за Бејзбол и Софтбол, Мулти-спортски објекат "Тасина" - Улица Виторија Венета - Ровиго

### Спортска друштва
- Ареа Спорт Ровиго, кик бокс, фитнес
- Мулти-спортска асоцијација Грињано Дилетаниста - мулти-спортско друштво
- Аскаро А. С. Д. - мулти-спортско друштво
- Групо Атлетико Асиндустрија Ровиго - атлетика
- Бејзбол и Софтбол Клуб Ровиго . бејзбол и софтбол
- Ровиго Калчо, фудбал
- Делта Ровиго/Делта Порто Толе - фудбал (2014-2017, од 2017 само правна служба)
- А. С. Д. Чита ди Ровиго - фудбал, друштво настало 2017.
- Мулти-спортска Марцана Гренцета[6]
- Мулти-спортска Сан Пијо Ровиго - фудбал и одбојка
- Аскаро Ровиго Гаелик Футбол и Хендбол Га - галшки фудбал[7]
- Група Каное Полезине - кануХала спортова
- Мерингез Ровиго - фудбал са петоро
- Ритмика Ђимназија - ритмичка гиманстика
- Хокеј Клуб Ровиго - хокеј на трави
- Ровиго Нуото - мушко и женско пливање
- Родиђум Баскет Ровиго - кошарка
- Паламано Тасина Ровиго - рукомет
- Групо Спортиво Коменда - одбојка
- Бенг Ровиго Волеј - женска одбојка
- Скејтинг Клаб Ровиго - клизање
- Паркур ровиго - паркур
- АСД Патинађијо Артистико Ровиго - уметничко клизање
- Рагби Ровиго - рагби са 15
- Удружење Шахиста Родигино - шах
- Чентро Скерма Ровиго - мачевање
- Бомбардије дел Полезине - спортска културална асоцијација за стрељарство
- Г. С. Дуомо
- Школа Калчо Рас Комеда - фудбал